# インターネットアマチュア無線
インターネットアマチュア無線（インターネットアマチュアむせん）はインターネットを利用したアマチュア無線の運用形態である。

## 概要
アマチュア無線における音声やデータをIP無線などと同様にIPネットワークを利用して伝送する形態のことである。
従来アマチュア無線では、天候等に左右されやすい地上波・電離層反射波・ラジオダクトなどのみを用いてきたため、特に遠距離との交信は不安定なものであったが、インターネットを用いることで手軽に安定した遠距離との交信を実現できるようになった。

## 通信方式の例
D-STAR
日本アマチュア無線連盟(JARL)が開発した方式で、D-STARデジタルレピータやD-STAR対応無線機を通してインターネットに接続することができる。日本全国にJARLが設置するレピータが存在し、手軽に安定的な利用が可能となっている。
WIRES
八重洲無線が提唱している方式で、インターネット接続コントローラとパソコンを介してインターネットとアマチュア無線を接続する。WIRES対応レピータはアマチュア無線家有志が全国に設置しているため、D-STARに比べると安定度が劣るがより多くのレピータが存在する。また、アマチュア無線側はトーンスケルチを用いたFMとDTMFを用いるため、流通している多くの無線機での使用が可能である。
Echolink
ソフトウェアとしてはSkype等のVoIPアプリケーションに近いが、アマチュア無線機と接続しアマチュア無線VoIP網を構築することが想定されている。